# Новотроица
Новотроица — деревня в составе Темпового сельского поселения Талдомского района Московской области. Население — 0 чел. (2010).
Расположена на западной границе Талдомского района, на правом берегу Дубны, рядом с деревнями Арефьево, Крияново. За рекой Дубной лежит город Дубна, в двух километрах выше по течению реки — граница с Тверской областью, за которой находится Титовское сельское поселение Кимрского района.
До Талдома ведёт сначала просёлочная дорога, которая потом выходит на трассу Р112. Общественный транспорт через деревню не ходит, остановка автобуса есть в деревне Зятьково, расположенной в семи километрах, расстояние до райцентра по дороге — 22 километра.
До муниципальной реформы 2006 года входила в Юдинский сельский округ.

## Население
| 1859 | 1888 | 1926 | 2002 | 2006 | 2010 |
| ---- | ---- | ---- | ---- | ---- | ---- |
| 33   | ↘32  | ↗35  | ↘1   | ↘0   | →0   |